# Bohartia martini
Bohartia martini là một loài ruồi trong họ Asilidae. Bohartia martini được Adisoemarto & Wood miêu tả năm 1975. Loài này phân bố ở vùng Tân Bắc giới.